# Biblioteca Pública del Estado (Soria)
La Biblioteca Pública del Estado en Soria es una de las 53 bibliotecas públicas de titularidad estatal dependientes de la Subdirección General de Coordinación Bibliotecaria del Ministerio de Educación, Cultura y Deporte y gestionada desde 1986 por la Consejería de Cultura y Turismo de la Junta de Castilla y León.

## Misión y funciones
Tal y como se indica en su carta de servicios, la Biblioteca Pública de Soria tiene como misión facilitar a los ciudadanos el acceso a la información, a la cultura y a la formación permanente en el contexto de la Sociedad del Conocimiento, poniendo a su disposición una colección organizada de materiales bibliográficos, audiovisuales y digitales, así como otros recursos de información.
Tiene como función la coordinación bibliotecaria del sistema provincial  y el asesoramiento a las bibliotecas integradas en el mismo promoviendo la cooperación y el trabajo en red entre estas. 
Le corresponde incrementar, preservar y difundir los bienes integrantes del Patrimonio Bibliográfico Español y de Castilla y León que se custodian en sus instalaciones, incluidos los fondos depositados en la biblioteca en aplicación de la normativa de Depósito Legal.

## Servicios
Sus servicios fundamentales son los siguientes:
1. Préstamo de libros, revistas, audiovisuales y recursos digitales.
2. Lectura y consulta de las colecciones impresas, audiovisuales y digitales de la Biblioteca.
3. Información y respuesta a las consultas de los usuarios sobre temas de carácter general, especializado y local.
4. Reproducción de documentos.
5. Acceso gratuito a Internet.
6. Actividades culturales y de fomento de la lectura.
7. Formación de usuarios y visitas a sus instalaciones.
8. Asistencia técnica y asesoramiento a bibliotecas, colectivos e instituciones.

## Edificio

### Breve historia
El origen de la Biblioteca Pública de Soria –como el de todas las bibliotecas públicas españolas- hay que buscarlo en la necesidad de recoger y custodiar los fondos bibliográficos de los conventos y monasterios desamortizados. La primera ubicación de la Biblioteca fue el actualmente denominado Instituto Antonio Machado y sus fondos procedían del Monasterio de Santa María de Huerta y de la Universidad de Santa Catalina, que en 1840 había sido trasladada de El Burgo de Osma a Soria, convirtiéndose en 1841 en Instituto de Segunda Enseñanza.
Su inauguración como Biblioteca Pública, alejada ya de sus orígenes, tuvo lugar el 31 de marzo de 1935 en un edificio de la Plaza Mayor de Soria, la antigua Casa del Común.
En 1956 se crea e instala en el mismo local el Archivo Histórico Provincial y al año siguiente nace legalmente la Casa de Cultura de Soria en el contexto de una política cultural tendente a dotar a todas las capitales de provincia de un centro donde, además de ubicar Biblioteca y Archivo, se llevaran a cabo todo tipo de actividades culturales.
El edificio de la Plaza Mayor pronto se manifestó insuficiente e inadecuado para albergar tal número de actividades y se pensó en la construcción de la Casa de Cultura en un nuevo emplazamiento.
Su inauguración en el edificio que todavía ocupa actualmente, se llevó a cabo el 8 de octubre de 1968 y en él se instalaron la Biblioteca, el Archivo Histórico Provincial y el Centro Provincial Coordinador de Bibliotecas.
Establecieron también su sede el Centro de Estudios Sorianos y la Asociación Musical Olmeda Yepes. Para la extensión cultural se dotó a este nuevo centro de un depósito de distribución y préstamo de fondos audiovisuales, de un laboratorio de idiomas con medios para la enseñanza de las lenguas pioneros para la época, además de Sala de Exposiciones y Salón de Actos.
Las Casas de Cultura cubrieron en España una época caracterizada por la carestía cultural y así, La Casa de Cultura de Soria fue el eje cultural de la ciudad durante los años 60 y 70. Después, las entidades locales comenzaron a organizar sus propios actos culturales y la vida cultural de la ciudad –como en el resto de las ciudades españolas- se enriqueció y se hizo más plural. 
Las Casas de Cultura empezaron a perder su razón de ser originaria y, además, los centros instalados en ellas necesitaban espacio para su lógica expansión. Era preciso que dispusieran de locales autónomos donde pudieran realizar sus funciones correctamente. 
En el año 1990 el Ministerio de Cultura inició unas obras de remodelación del edificio que se inauguró el 14 de abril de 1993 exclusivamente como Biblioteca Pública. La superficie total del mismo es de 3.421 m² útiles.

### Secciones

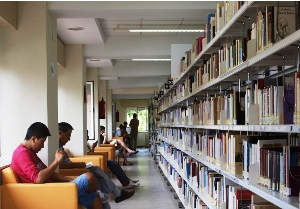
Sala de Préstamo de la Biblioteca Pública de Soria

El edificio consta de 4 plantas y una planta semisótano en las que se distribuyen de la siguiente manera sus servicios: 
- Planta Baja: Información, Sección Infantil y Juvenil, Centro Coordinador de Bibliotecas.
- Planta Primera: Préstamo de Adultos, Hemeroteca.
- Planta Segunda: Sección de Consulta y Estudio, Sala de Temas Locales (se utiliza también para reuniones de los Clubes de Lectura).
- Planta Tercera: Sección de Audiovisuales, Internet, Oficinas.
- Planta Semisótano: Fondos en Depósito, Fondo Antiguo.

## Catálogos
- Catálogo de la Biblioteca Pública de Soria
- Catálogo de la Red de Bibliotecas de Castilla y León (RABEL)
- Biblioteca Digital de Castilla y León